# Junior Lima dos Santos
Waldir  Júnior  Lima dos Santos (Belém, 12 januari 1996) is een Braziliaans-Nederlands voetballer die als aanvaller speelt. 
Hij doorliep de jeugdopleiding van PSV en speelde vanaf medio 2014 voor FC Eindhoven waar hij debuteerde in de Eerste divisie. In februari 2016 verruilde hij FC Eindhoven voor het Roemeense CS Marmația Sighetu dat uitkwam in de Liga III. Op 14 mei 2016 trok de club zich wegens financiële problemen terug uit de competitie en ging daarna failliet. Lima dos Santos ging vanaf begin 2017 voor SV Rood-Wit Veldhoven spelen en maakte in de zomer de overstap naar RKSV Nuenen. In januari 2018 ging hij naar het Belgische Patro Eisden Maasmechelen.

## Carrièrestatistieken
| Seizoen                          | Club            | Land            | Competitie      | Competitie | Competitie | Beker | Beker | Internationaal | Internationaal | Overig | Overig | Totaal | Totaal |
| Seizoen                          | Club            | Land            | Competitie      | Wed.       | Dlp.       | Wed.  | Dlp.  | Wed.           | Dlp.           | Wed.   | Dlp.   | Wed.   | Dlp.   |
| -------------------------------- | --------------- | --------------- | --------------- | ---------- | ---------- | ----- | ----- | -------------- | -------------- | ------ | ------ | ------ | ------ |
| 2014/15                          | FC Eindhoven    | Nederland       | Eerste divisie  | 4          | 0          | 0     | 0     | 0              | 0              | 0      | 0      | 4      | 0      |
| 2015/16                          | FC Eindhoven    | Nederland       | Eerste divisie  | 1          | 0          | 1     | 0     | 0              | 0              | 0      | 0      | 2      | 0      |
| Carrière totaal                  | Carrière totaal | Carrière totaal | Carrière totaal | 5          | 0          | 1     | 0     | 0              | 0              | 0      | 0      | 6      | 0      |
| Bijgewerkt tot 28 september 2016 |                 |                 |                 |            |            |       |       |                |                |        |        |        |        |